# 174
174 (CLXXIV, na numeração romana) foi um ano comum do século II, do Calendário Juliano, da Era de Cristo, teve início a uma sexta-feira e terminou também a uma sexta-feira, e a sua letra dominical foi C.
| Ano completo                       |
| ---------------------------------- |
| Ano comum com início à sexta-feira |

## Eventos
- Eleito o Papa Eleutério, 13º papa, que sucedeu o Papa Sotero.

## Mortes
- Papa Sotero, 12º papa.